# Reálné opce
Reálné opce (někdy metoda reálných opcí) je jednou z nejnovějších, komplexních a aktivních metod oceňování investic a společností, jedná se o oceňování za rizika (stochastický proces) a flexibility (možnost manažerských zásahů v době trvání projektu nebo firmy). Liší se od pasivních metod, u nichž se aktivní zásahy neuvažují. Aktívními zásahy může být rozšíření výroby, zúžení výroby, dočasné přerušení výroby, zastavení výroby apod.

## Charakteristika metody
Předmětem oceňování jsou reálná aktiva, například podnik nebo projekt. U metody reálných opcí se využívá aparát a metoda oceňování finančních opcí. Z hlediska metody výpočtu se rozlišuje:
- analytický přístup (např. Black-Scholesův model, bond opce, Vašíčkův model),
- diskrétní aproximace (např. binomický model, trinomický model, multinomický model),
- simulace Monte-Carlo.

Z hlediska koncepce výpočtu lze aplikovat: arbitrážní model, martingale přístup, replikační strategii, hedgingovou strategii.
Z pohledu podnikohospodářské praxe je přínosem, že jsou zvažovány aktivní zásahy, které mají hodnotu:
celková hodnota = pasivní hodnota + aktivní hodnota (opční hodnota).
Metoda reálných opcí s pozitivní aktivní hodnotou je využitelná především v prostředí s vysokou volatilitou a velkou flexibilitou. Tedy rozšiřuje se soubor efektivních investic, neboť investice, které jsou nevýhodné při pasivní strategii mohou být výhodné při aktivní strategii.

## Příklad
Tento příklad ukazuje jednoduchou aplikaci reálné opce, kdy zpoždění investice (v tomto případě například o jeden rok) může mít výrazný vliv na celkové riziko této investice.
Firma má možnost investice do nové továrny. Může investovat tento nebo až další rok. Pokud bude firma investovat dříve, zajistí si i dřívější příjmy z investice. Pokud však bude vyčkávat, umožní jí to získat větší přehled o vývoji ekonomiky a může jí to pomoci zabránit ztrátám.
Pokud investuje v tomto roce, diskontované peněžní příjmy se zvýší o 5 mil. €. Pokud rok vyčká, získá 6 mil. € s pravděpodobností 66,66 % a 3 mil. € s pravděpodobností 33,34 %. Za předpokladu budoucí diskontované sazby 10 % budou peněžní příjmy v současné hodnotě 5,45 mil. a 2,73 miliónů €. Investiční náklady činí 4 mol. €. Pokud firma investuje příští rok, současná hodnota investičních nákladů činí 3,63 mil. €.
V souladu s pravidlem čisté současné hodnoty investic by firma měla letos investovat, protože diskontní peněžní toky (5 mil.) jsou vyšší než investiční náklady (4 mil.) o 1 mil. €.Přesto, pokud firma čeká na příští rok, investuje pouze v případě, že diskontované peněžní příjmy neklesají. Pokud se diskontované peněžní příjmy sníží na 3 mil. €, pak investice již nejsou ziskové. Pokud se zvýší na 6 mil. €, firma bude investovat. Z toho vyplývá, že firma investuje příští rok s pravděpodobností 66,67 % a pokud investuje, vydělá 5,45–3,63 miliónu €. Hodnota, kterou lze investovat v příštím roce, je tedy 1,21 mil. €. Vzhledem k tomu, že hodnota investice v příštím roce přesáhne hodnotu, kterou lze investovat v letošním roce, by firma měla počkat na další informace, aby zabránila ztrátám.
Příklad ukazuje, jak může čistá současná hodnota vést firmu ke zbytečnému riziku, což by mohlo být zabráněno oceňováním reálných opcí.